# Sonorella coloradoensis
Sonorella coloradoensis är en snäckart som först beskrevs av Robert Edwards Carter Stearns 1890.  Sonorella coloradoensis ingår i släktet Sonorella och familjen Helminthoglyptidae. Inga underarter finns listade i Catalogue of Life.